# August Crelle

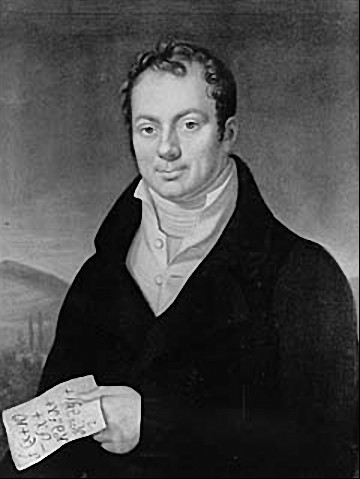
August Leopold Crelle

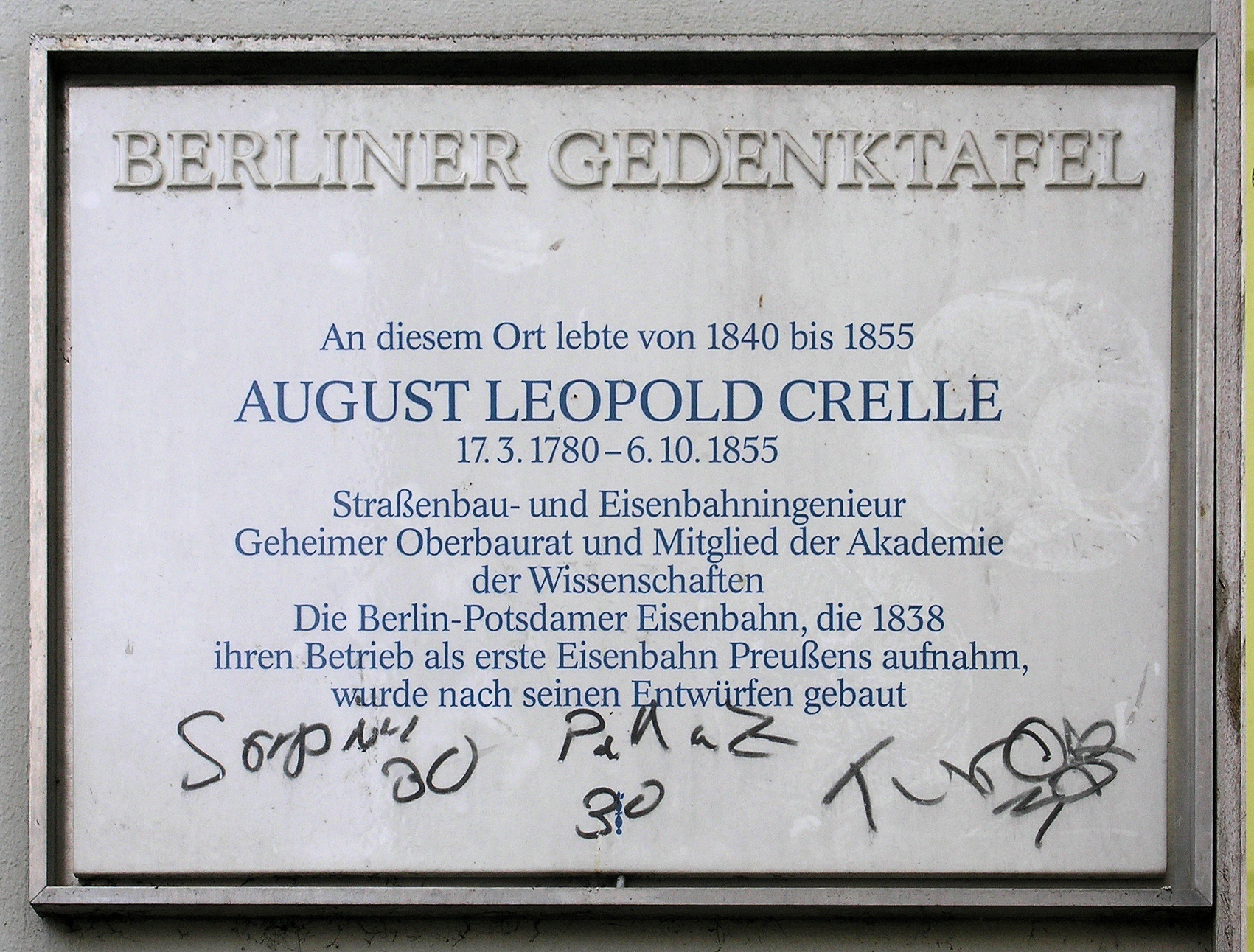
Berliner Gedenktafel am Haus Potsdamer Straße 172 in Berlin-Schöneberg

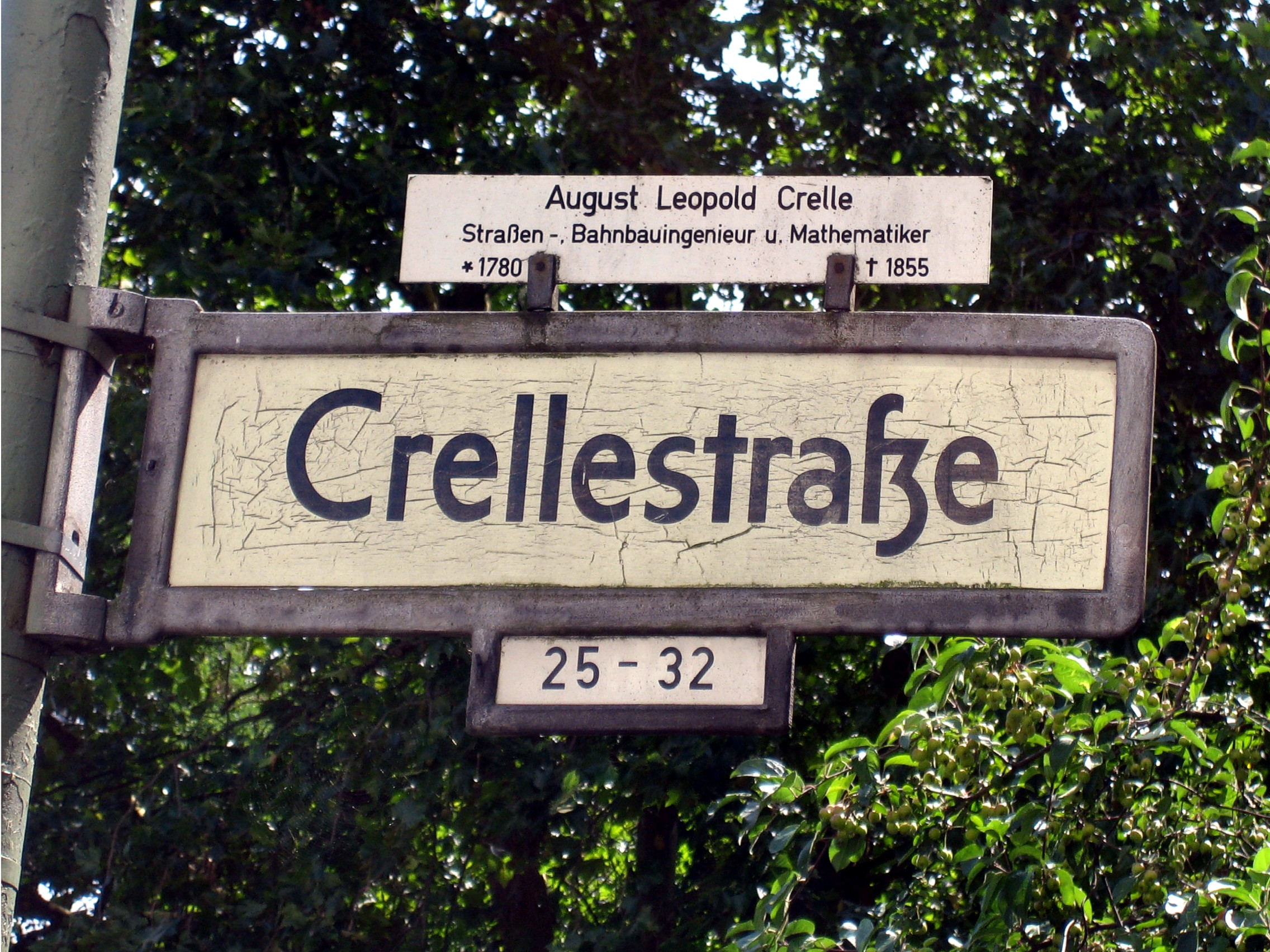
Straßenschild in Berlin-Schöneberg

August Leopold Crelle (* 17. März 1780 in Eichwerder (bei Wriezen); † 6. Oktober 1855 in Berlin) war ein deutscher Mathematiker, Architekt und Ingenieur. Er ist insbesondere als Gründer des Journals für die reine und angewandte Mathematik, auch kurz „Crelles Journal“ genannt, bekannt.

## Leben
Crelle eignete sich sein Wissen ohne Schulausbildung durch eigene Lektüre an. Er zeigte eine besondere Neigung zur Mathematik, später zu den Staatswissenschaften. 1803/04 begleitete er David Gilly auf eine dreimonatige Studienreise nach Paris. Äußere Verhältnisse ließen ihn dann das Straßenbaufach annehmen. Nachdem er bei dem preußischen Staatsbauwesen mehrere untergeordnete Stellungen bekleidet hatte, wurde er später zum Geheimen Oberbaurat und Mitglied der Oberbaudirektion ernannt. Die meisten zwischen 1816 und 1826 im preußischen Staat gebauten Kunststraßen wurden unter seiner Mitwirkung gebaut, die Berlin-Potsdamer Eisenbahn sogar nach seinem Entwurf.
1816 wurde er an der Universität Heidelberg mit der Schrift De calculi variabilium in geometria et arte mechanica usu promoviert.
Er begründete 1826 das Journal für die reine und angewandte Mathematik, auch kurz „Crelles Journal“ genannt, und war dessen Herausgeber. Das Journal war die erste größere Mathematische Zeitschrift, die nicht einer Akademie angegliedert war, und Anfang des 19. Jahrhunderts die führende mathematische Zeitschrift. Sie besteht noch heute. Gleich in der Anfangszeit gelang es Crelle, bedeutende Mathematiker wie die Berliner Jakob Steiner, Peter Gustav Lejeune Dirichlet, Ernst Eduard Kummer, Carl Gustav Jacobi, Gotthold Eisenstein und insbesondere Niels Henrik Abel als Autoren zu gewinnen. Mit diesen konnte er sich erfolgreich gegen die damals vorherrschenden französischen Zeitschriften etablieren. Crelle selbst wurde zu einer festen Größe im wissenschaftlichen und gesellschaftlichen Leben Berlins.
Bereits seit 1815 Oberbaurat, wurde er 1828 Mitglied der Preußischen Akademie der Wissenschaften. 1834 wurde er als korrespondierendes Mitglied in die Russische Akademie der Wissenschaften in Sankt Petersburg sowie in die Académie royale des Sciences, des Lettres et des Beaux-Arts de Belgique aufgenommen. 1853 wurde er gewähltes Mitglied der American Philosophical Society. 1849 schied er aus Gesundheitsgründen aus dem Staatsdienst aus. Von 1829 bis 1851 war er Herausgeber des "Journal für die Baukunst". 1842 legte er einen ersten Entwurf für eine Berliner Stadtentwässerung vor, die dann in anderer Form ab 1873 verwirklicht wurde.
Obwohl schon "im Greisen-Alter" stehend, verfasste Crelle 1849 anonym eine Schrift zu sozialpolitischen und volkswirtschaftlichen Fragen, der er 1850, nunmehr unter seinem Namen, einen Nachtrag folgen ließ.
Als Mathematiker fand er neue Ergebnisse in der Dreiecksgeometrie (1816), als er die Aufgabe betrachtete, einen Punkt im Innern des Dreiecks zu finden, dessen Verbindungsstrecken zu den Ecken gleiche Teilwinkel mit den Seiten bilden. Ausgehend vom gleichen Problem wurden die Ergebnisse von Henri Brocard in Frankreich 1875 wiedergefunden.
August Crelle starb nach langem Leiden am Nachmittag des 6. Oktober 1855 im Alter von 75 Jahren. Die Beisetzung erfolgte am 10. Oktober auf dem Kirchhof der Dorfkirche Schöneberg. Das Grab ist nicht erhalten.
Zur Erinnerung an den Mathematiker und Baumeister trägt seit 1958 die Crellestraße im Berliner Ortsteil Schöneberg – nahe der von ihm entworfenen Bahnlinie – seinen Namen.

## Musikalische Aktivitäten
Parallel zu seiner Tätigkeit als Ingenieur und Mathematiker betätigte Crelle sich auch als Komponist und Musiktheoretiker. Er studierte Musik und trat 1809 der Sing-Akademie zu Berlin bei, wo er bis 1834 als Mitglied nachgewiesen ist. Unter seinen Werken befindet sich ein Lied Sehnsucht nach Friedrich Schiller für Singstimme und Klavier (1809) sowie eine Grande Sonate pour le Pianoforte, op. 4, von 1814. Seinen Kompositionen werden harmonischer und rhythmischer Reichtum sowie großzügige, unkonventionelle Formen bescheinigt. Allerdings scheinen viele seiner Werke verschollen zu sein.
In der Interpretationsgeschichte wird seine Schrift Einiges über musicalischen Ausdruck und Vortrag. Für Fortepiano-Spieler, zum Theil auch für andere ausübende Musiker, Berlin 1823, auch heute noch als wichtiges Zeitdokument herangezogen.

## Werke (Auswahl)
- Ueber Parallelen-Theorien und das System in der Geometrie. Maurer, Berlin 1816. (Digitalisat)
- Lehrbuch der Elemente der Geometrie und der ebenen und sphärischen Trigonometrie, vorzüglich zum Selbstunterrichte, ¬Erster ¬Band, welcher die Planimetrie, Goniometrie, ebene Trigonometrie und Polygonometrie enthält. Reimer, Berlin 1826. (Digitalisat)
- Lehrbuch der Elemente der Geometrie und der ebenen und sphärischen Trigonometrie, vorzüglich zum Selbstunterrichte. Zweiter Band. Welcher die Stereometrie, sphärische Trigonometrie und Polyëdrometrie enthält. Reimer, Berlin 1827. (Digitalisat)
- Einige Bemerkungen über die Principien der Variations-Rechnung. In: Abhandlungen der Königlichen Akademie der Wissenschaften. Aus dem Jahre 1833. Berlin 1835, S. 1–40.
- Von den Mitteln, den Zustand der Arbeiter gründlich und auf die Dauer zu verbessern. Mit Bemerkungen über darauf Bezügliches: Steuern, Wahlen der Volksvertreter, Volks-Unterricht, freie Presse, Volksversammlungen und allgemeine Bewaffnung. 172 S. Berlin : Reimer 1849. Digitalisat[13]
- Ueber die billigste Vertheilungsregel und die angemessenste Erhebungsart der Steuern. Ein Nachtrag zu der im Jahre 1849 ersch. Schrift: von den Mitteln, den Zustand der Arbeiter gründlich und auf die Dauer zu verbessern. 60 S. Berlin : Reimer 1850.